# Henrik Grönberg
Henrik Grönberg, född 1961, är en svensk läkare, cancerforskare och professor i cancerepidemiologi.
Grönberg studerade vid Umeå universitet, där han avlade läkarexamen 1987. Han disputerade 1995 på en avhandling om epidemiologi för prostatacancer. Grönberg blev specialist i onkologi 1994, och arbetade under flera år vid onologiska kliniken vid Norrlands universitetssjukhus.
Grönberg blev 1998 universitetslektor i onkologi vid Umeå universitet, och 2002 professor i samma ämne. Han blev augusti 2005 professor i cancerepidemiologi vid Karolinska Institutet (KI). Mars-december 2016 vikarierande han som prorektor för KI, eftersom ordinarie prorektorn Karin Dahlman-Wright tjänstgjorde som vikarierande rektor till följd av Macchiarini-affären. Grönberg efterträddes i januari 2017 som vikarierande prorektor av Anders Ekbom.
Sedan 2017 är han verksam vid Sankt Görans sjukhus som onkolog och verkar som chef för sjukhusets prostatacancercentrum.
Grönbergs forskargrupp ligger bakom Stockholm3-testet (sthlm3) som är ett verktyg inom prostatacancer-screening. Resultatet av studien som underbygger testet publicerades i Lancet Oncology 2015. Testet kombinerar PSA, olika proteinmarkörer och kliniska data i syfte att sålla bort fler patienter med ofarliga tillstånd innan biopsering. Efter hand har diagnostiken byggts ut genom att inkludera magnetkameraundersökning som ett steg i det diagnostiska flödet.

## Utmärkelser
- 2016 - Nordiska medicinpriset för "sina omfattande och internationellt ledande studier rörande genetiska faktorers betydelse vid prostatacancer."[6]
- 2022 - Årets cancerforskare för "världsledande forskning om prostatacancer."[7]